# 2016 у медицині

## Померли
- 18 листопада — Євген Скляренко, 92, український хірург-травматолог, доктор медичних наук, професор, заслужений діяч науки і техніки УРСР (1984).
- 24 листопада — Георгій Дзяк, 71, український вчений-кардіолог, педагог, один з провідних учених у галузі ревматології та кардіології.